# Jean-Louis Seconds
Jean-Louis Seconds est un homme politique français né le 23 septembre 1743 à Rodez (Aveyron) et mort le 6 décembre 1819 à Paris.

## Biographie
Il est le dernier fils de Jean-Antoine Seconds, docteur en médecine et lieutenant en la maîtrise des eaux et forêts du Quercy et du Rouergue, et de Marie-Anne de Villaret. Il a une sœur religieuse et trois frères prêtres, qui tous seront réfractaires au serment exigé du clergé sous la Révolution . Notamment Jean-Antoine sera tué avec d'autres ecclésiastiques à la prison des Carmes lors des massacres de septembre 1792.
En 1789, Jean-Louis Seconds, alors cadre des eaux et forêts, fait paraître un Essai sur les droits des hommes, des citoyens et des nations ou adresse au roi sur les États généraux et les principes d’une bonne constitution. Homme de loi, il est député de l'Aveyron à la Convention, siégeant à la Montagne et vote la mort de Louis XVI. Il est ensuite commissaire du directoire exécutif.